# 西辛島町停留場
西辛島町停留場（日语：／ Nishikarashimacho teiryūjō */?），又稱西辛島町電車站，是位於熊本縣熊本市中央區辛島町，熊本市交通局（熊本市電）上熊本線的電車站。車站編號為B9。B系統停靠此站。

## 歷史
- 1929年（昭和4年）6月20日 - 辛島町停留場[注釋 1]啟用。
- 1936年（昭和11年）8月28日 - 電車站改名為西辛島町停留場。
- 1945年（昭和20年）後 - 廢止。
- 1955年（昭和30年） - 電車站重開，並向終點處遷移0.1公里。

## 電車站構造
此電車站設有2面2線的相對式低地台月台（千鳥式月台）。月台與路邊行人路之間設有行人過路處。在毎年2月舉行熊本城馬拉松時候，由於當日實施交通管制，上熊本出發的電車會以此電車站作為終點站，並使用辛島公園南邊的渡線折返。

### 運行系統
此電車站是上熊本線電車站之一。■B系統會駛入此站。
| 月台 | 路線               | 上下行 | 方向                                   | 備註                                 |
| ---- | ------------------ | ------ | -------------------------------------- | ------------------------------------ |
| 南邊 | ■B系統（上熊本線） | 上行   | 段山町、本妙寺入口、上熊本方向         |                                      |
| 北邊 | ■B系統（上熊本線） | 下行   | 辛島町、通町筋、水前寺公園、健軍町方向 | 熊本站前方向於辛島町電車站轉乘■A系統 |

## 使用狀況
| 1日上下車人次變化 | 1日上下車人次變化 |
| 年度              | 1日平均人次       |
| ----------------- | ----------------- |
| 2011年            | 300               |
| 2012年            | 264               |
| 2013年            | 360               |
| 2014年            | 372               |
| 2015年            | 394               |

## 電車站周邊
- 熊本櫻町巴士總站（日语：熊本桜町バスターミナル）
- SAKURA MACHI Kumamoto（日语：SAKURA MACHI Kumamoto）
- 熊本的士（日语：熊本タクシー）總部
- 九州產業交通控股公司（日语：九州産業交通ホールディングス）總部
- 熊本市立慶德小學（日语：熊本市立慶徳小学校）

## 巴士路線
此站最接近「洗馬橋」巴士站，巴士路線多為前往上熊本方向和櫻町巴士總站方向。車站也鄰近櫻町巴士總站。
- Royal Holiday Express（日语：ロイヤルホリデー）「辛島町dormy inn酒店前」巴士站 - 神戶三宮（日语：三宮駅バスのりば）、大阪梅田、京都站八條口方向。

## 相鄰電車站
熊本市交通局
■B系統（上熊本線）
洗馬橋（B8）－西辛島町（B9）－辛島町（8）

## 注腳

## 外部連結
- 熊本市交通局 （页面存档备份，存于）（日語）